# Gnomidolon ornaticolle
Gnomidolon ornaticolle es una especie de escarabajo longicornio del género Gnomidolon, categorizada en la tribu Hexoplonini, de la subfamilia Cerambycinae. Fue descrita por Martins en 1960.

## Descripción
Mide 7,8-11,8 mm de longitud.

## Distribución
Se distribuye por Argentina, Brasil, Colombia, Costa Rica, Panamá y Paraguay.